# Любов і містер Льюїшем
«Любов і містер Льюїшем» (англ. Love and Mr Lewisham) — реалістичний роман англійського письменника Герберта Веллса. Написаний в 1900 році, уперше опублікований у тому ж році видавництвом «Harper Brothers» в Англії.

## Сюжет
Містер Льюїшем — 18-річний молодий чоловік, захоплений ідеями наукового прогресу та лібералізму. Він отримав чудову освіту і працює вчителем у школі для хлопчиків у Сассексі. Через записку одного з учнів, Тедді, він знайомиться з його родичкою, Етель Гендерсон, у яку закохується. Її вітчим, містер Феффері — спіритуаліст-шарлатан, що кидає тінь на Льюїшема. Думки про Етель та побачення з нею порушують звичний для Люїшема розпорядок дня. Потім він переїжджає до Лондона, де вбачає гарні кар'єрні перспективи, і втрачає зв'язок із коханою.
Після двох з половиною років розлуки Льюїшем навчається в Нормальній школі наук у Південному Кенсінгтоні. Він став соціалістом і вважає себе добре обізнаним у цій темі. Суперечка зі своїм дядьком-консерватором тільки укріплює його віру в свій успіх. В той час містер Феффері продовжує дурити людей фальшивими спіритичними сеансами. Льюїшем вирішує покласти цьому край і відвідує один сеанс, щоб викрити шарлатана. Він знову зустрічає Етель, яка засуджує свого батька, хоча була співучасницею його трюків. Попри погану репутацію родини Феффері, Льюїшем робить Етель дорогі подарунки. Товариші-соціалісти зауважують захоплення Льюїшема й те, що його статки насправді невеликі. З іншого боку вони стверджують, що молодому чоловіку потрібна домогосподарка, в класичному сенсі підлегла жінка. Льюїшем вирішує одружитися з Етель, стикаючись із фінансовими труднощами. Врешті їм вдається відсвяткувати небагате весілля.
Невдовзі Льюїшем розуміє, що доходи родини надто малі. Він веде приватні уроки та заняття в вечірній школі, потім хоче стати директором школи, але йому відмовляють, бо Льюїшем не має належних відзнак і вже одружений, а отже не зможе присвятити себе роботі цілком. Ще однією проблемою стає те, що Етель не відвідує церкву, за що її засуджують потенційні роботодавці чоловіка. Вона все більше часу проводить на самоті, поки Льюїшем шукає підробітки. Подружжя починає сваритися, Етель розчаровується в ідеях соціалізму, які спершу схвалювала. Льюїшем намагається виправити стосунки, замовляє пишний букет додому, але Етель вирішує, що їх прислав хтось інший.
Коли Чеффрі тікає на континент з грошима, які він привласнив у своїх клієнтів, Льюїшем погоджується переїхати в свій обшарпаний будинок у Клепхемі, щоб доглядати за Етель і її матір'ю. Подружжя мириться, відкинувши юнацькі мрії та прийнявши сувору реальність. Льюїшем знаходить свій старий розпорядок дня та викидає його у смітник.